# مقاطعة ريتشلاند (داكوتا الشمالية)
ريتشلاند (بالإنجليزية: Richland)‏ هي إحدى مقاطعات ولاية داكوتا الشمالية في الولايات المتحدة الأمريكية.

## أعلام
- أوسكار دبليو. هاغن